# السيد لاشين
 السيد لاشين  (9 فبراير 1980 - ) هو لاعب تنس طاولة مصري يلعب لصالح النادي الأهلي. شارك في الألعاب الأوليمبية ثلاث مرات آخرها الألعاب الأولمبية الصيفية لعام 2012 المقامة في لندن. وهي النسخة التي تألق فيها وصعد لدور الـ32 ليصبح أول مصري وإفريقي وعربي يصل إلى هذا الدور بالأوليمبياد. كانت مباراته الدولية الأولى عام 1997 ومنذ ذلك الحين مثل بلاده في بطولات عالمية عدة.